# Communauté de communes des Rives de la Suippe
La communauté de communes des Rives de la Suippe est une ancienne communauté de communes française, située dans le département de la Marne et la région Grand Est.

## Historique
L'intercommunalité a été créée par arrêté préfectoral du 17 novembre 2003.
La commune de Prosnes, antérieurement membre de la communauté de communes des Rives de Prosne et Vesle, a adhéré à la communauté de communes des Rives de la Suippe le 1er janvier 2014.
Ces communes ont intégré la communauté urbaine du Grand Reims le 1er janvier 2017.

## Territoire communautaire

### Composition
En 2016, l'intercommunalité était composée de 12 communes :
| Nom                                | Code Insee | Gentilé         | Superficie (km2) | Population (dernière pop. légale) | Densité (hab./km2) |
| ---------------------------------- | ---------- | --------------- | ---------------- | --------------------------------- | ------------------ |
| Pontfaverger-Moronvilliers (siège) | 51440      | Pontfabriciens  | 31,52            | 1 731 (2014)                      | 55                 |
| Aubérive                           | 51019      | Aubérivois      | 27,50            | 229 (2014)                        | 8,3                |
| Bétheniville                       | 51054      | Bethenivillois  | 17,74            | 1 283 (2014)                      | 72                 |
| Dontrien                           | 51216      |                 | 12,66            | 229 (2014)                        | 18                 |
| Époye                              | 51232      | Époyens         | 15,35            | 443 (2014)                        | 29                 |
| Prosnes                            | 51447      | Prosnois        | 32,79            | 508 (2014)                        | 15                 |
| Saint-Hilaire-le-Petit             | 51487      |                 | 22,76            | 347 (2014)                        | 15                 |
| Saint-Martin-l'Heureux             | 51503      | Saint-Martinots | 13,66            | 83 (2014)                         | 6,1                |
| Saint-Masmes                       | 51505      | Saint-Masmais   | 6,58             | 453 (2014)                        | 69                 |
| Saint-Souplet-sur-Py               | 51517      |                 | 21,20            | 135 (2014)                        | 6,4                |
| Selles                             | 51529      | Sellois         | 11,34            | 391 (2014)                        | 34                 |
| Vaudesincourt                      | 51600      |                 | 12,64            | 83 (2014)                         | 6,6                |

### Démographie
| 1968  | 1975  | 1982  | 1990  | 1999  | 2008  | 2013  |
| ----- | ----- | ----- | ----- | ----- | ----- | ----- |
| 4 342 | 4 294 | 4 444 | 4 682 | 4 796 | 5 412 | 5 854 |

## Politique et administration

### Siège
Le siège de la communauté de communes était à Pontfaverger-Moronvilliers, 1, rue de la République.
Ses bureaux étaient à  Bétheniville, 7 place de la Mairie.

### Élus
La Communauté de communes est administrée par son Conseil communautaire, composé conseillers communautaires, qui sont des conseillers municipaux  représentant chaque commune membre, à raison de 2 délégués pour Betheniville et Pontfaverger et un pour les autres communes.
Le conseil communautaire du 11 avril 2014 a élu son président, Jean-Pierre Grisouard, ainsi que ses quatre cice-présidents :
1. Philippe Soter, maire de Prosnes, chargé du développement économique
2. Denis Girard,chargé des finances ;
3. Nathalie Auffray, chargée de l’environnement ;
4. Alphonse Schwein, maire de Vaudesincourt, conseiller général de Beine-Nauroy puis conseiller départemental de Mourmelon-Vesle et Monts de Champagne, chargé de la voirie.

Il a également désigné les autres membres du bureau, qui sont Pascal Lorin (Aubérive), Jean-Jacques Gouault (Bétheniville), Gilles Werquin (Epoye), Philippe Chardonnet (Dontrien), Damien Girard (Pontfaverger-Moronvilliers), François Baronnet (Saint-Martin-l’Heureux), Hervé Chef (Saint-Masmes), Nicole Chovet (Saint-Souplet-sur-Py) et Jean Letissier (Selles).
Ensemble, ils forment l'exécutif de l'intercommunalité pour le mandat 2014-2020.

### Liste des présidents
| Période | Période       | Identité              | Étiquette | Qualité                                   |
| ------- | ------------- | --------------------- | --------- | ----------------------------------------- |
| ?       | 2014          | Francis Renard        |           | Maire de Bétheniville (1989 → 2014)       |
| 2014    | décembre 2016 | Jean-Pierre Grisouard |           | Maire de Saint-Hilaire-le-Petit (2008 → ) |

### Compétences
L'intercommunalité exerce les compétences qui lui sont transférées par les communes membres, dans le cadre des dispositions du code général des collectivités territoriales.
Celles-ci ont été accrues en 2013 des compétences suivantes :
- la garderie périscolaire,
- La gestion de l’assainissement collectif (eaux usées)
- La gestion de l’assainissement non collectif (installations individuelles : fosses septiques, etc)
- L’aménagement et l’entretien de la Suippe
- Le réaménagement de la compétence voirie, qui est en concordance avec les circuits de transports scolaires[7].

En 2015, la communauté a pris la compétence Aménagement numérique du territoire.

### Régime fiscal et budget
La Communauté de communes est un établissement public de coopération intercommunale à fiscalité propre.
Afin d'assurer la réalisation de ses compétences, la communauté de communes perçoit une fiscalité additionnelle aux impôts locaux des communes, sans fiscalité professionnelle de zone et sans fiscalité professionnelle sur les éoliennes.
Afin de financer ce service, elle collecte une taxe d'enlèvement des ordures ménagères (TEOM).
Le conseil communautaire a fixé pour 2012 ces taux à :
- Taxe d’habitation : 14.36 % ;
- Taxe foncière sur les propriétés bâties : 9.23 % ;
- Taxe foncières sur les propriétés non bâties : 10.24 % ;
- Cotisation foncière des entreprises : 8.19 %[9].